# Château de Bénouville
Pour les articles homonymes, voir Bénouville.
Ne doit pas être confondu avec Château de Bernouville.
Le château de Bénouville est une demeure construite par l'architecte Claude-Nicolas Ledoux entre 1768 et 1777, située à Bénouville, dans le département du Calvados, en région Normandie.
Le château est classé aux monuments historiques.
Fermé au public depuis septembre 2024, il fait l'objet de travaux de restauration qui devraient restituer à cette demeure son atmosphère du XVIIIe siècle. 

## Historique

### XVIIIeetXIXesiècles
Après la démolition du précédent édifice, la construction du château est commandée à l'architecte Claude-Nicolas Ledoux en 1768 par François-Hyppolite Sanguin, marquis de Livry, et sa femme Thérèse-Bonne Gillain, héritière du domaine à la mort de son père, Antoine Gillain, marquis de Bénouville, en 1768. Les travaux sont achevés en 1777. Ledoux s'y est rendu en avril 1774 pour contrôler un contentieux de menuiseries.
En 1792, la marquise de Livry, devenue veuve, ne peut subvenir aux dépenses du domaine et le vend à François-Marie Mesnage de Pressigny, ancien fermier général, lequel est guillotiné sous la Terreur, le 19 floréal an II (8 mai 1794), à l'âge de 61 ans. Sa fille Flore, épouse du baron d'Aubigny, parvient sous le Consulat à se faire restituer la propriété du domaine qui restera dans sa famille jusqu'en 1927.
À partir du milieu du XIXe siècle, le domaine du château est longé au sud-est par le canal de Caen à la mer, inauguré en 1857 par Napoléon III.

### XXesiècle

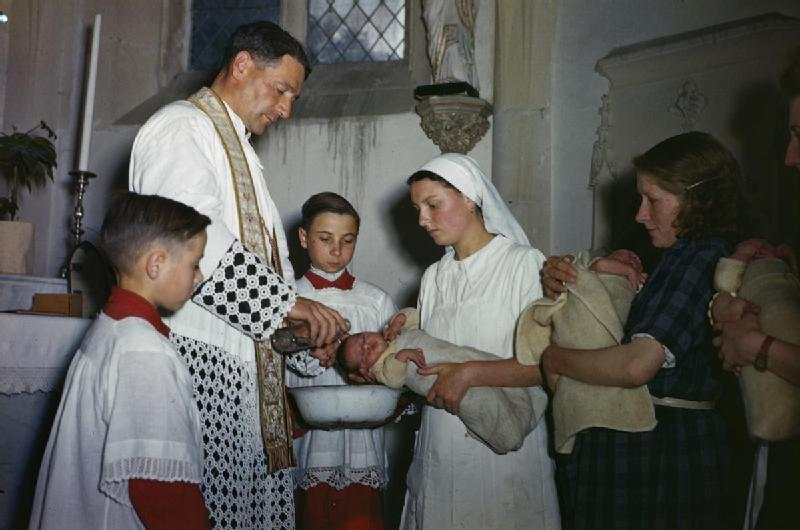
Le 27 juillet 1944, cérémonie de baptême de plusieurs bébés nés à la maternité de la maison maternelle départementale, au château de Bénouville.

En 1927, le domaine devient la propriété du conseil général du Calvados qui y installe une maison maternelle départementale, avec une maternité inaugurée le 27 octobre de cette année-là  par le président du Conseil Raymond Poincaré et une pouponnière. L’établissement, alors tenu par des religieuses, permet aussi d’héberger des jeunes femmes en difficulté ou des filles mères avant et après leur accouchement, qui peuvent même y abandonner leur enfant.
Le lieu joue un rôle éminent durant la Seconde Guerre mondiale grâce à celle qui est sa directrice depuis 1935 : Léa Vion. Très tôt entrée dans la Résistance (où elle sera surnommée « la comtesse »), dès l’été 1940, elle aide d’anciens soldats français et fin 1940 entre dans l’Armée des Volontaires, puis rejoint le réseau Centurie et l’Organisation civile et militaire en 1942. Le château étant proche des installations normandes du mur de l'Atlantique, elle transmet aux Alliés des renseignements sur celles-ci et les troupes allemandes de la région. L’activité officielle du château/maternité est une couverture idéale qui rend peu soupçonnables les allées et venues des résistants au sein du domaine, qui de plus est largement caché par la végétation du grand parc arboré. Cette discrétion permet d’y cacher un poste émetteur radio pour le maquis et d’y faire transiter armes et fugitifs. Autre avantage du lieu, il est relativement protégé des bombardements par une grande croix rouge sur le toit. Les caves du château abritent des aviateurs alliés ou des jeunes réfractaires au STO. Léa Vion fournit aussi de fausses pièces d’identité. Lors du débarquement de Normandie, des combats se déroulent à proximité du château, notamment la prise du pont de Bénouville, futur Pegasus Bridge, par la 6th Airborne Division.
Gérard Lenorman est né à la maternité en 1945 et Raymonde Girardot, la mère d'Annie Girardot, y était sage-femme. Le château loge des enfants de l’Assistance publique jusqu’à la fin des années 1970.
En 1980, il est réhabilité puis restauré pour ouvrir ses portes au public en 1990.

### XXIesiècle

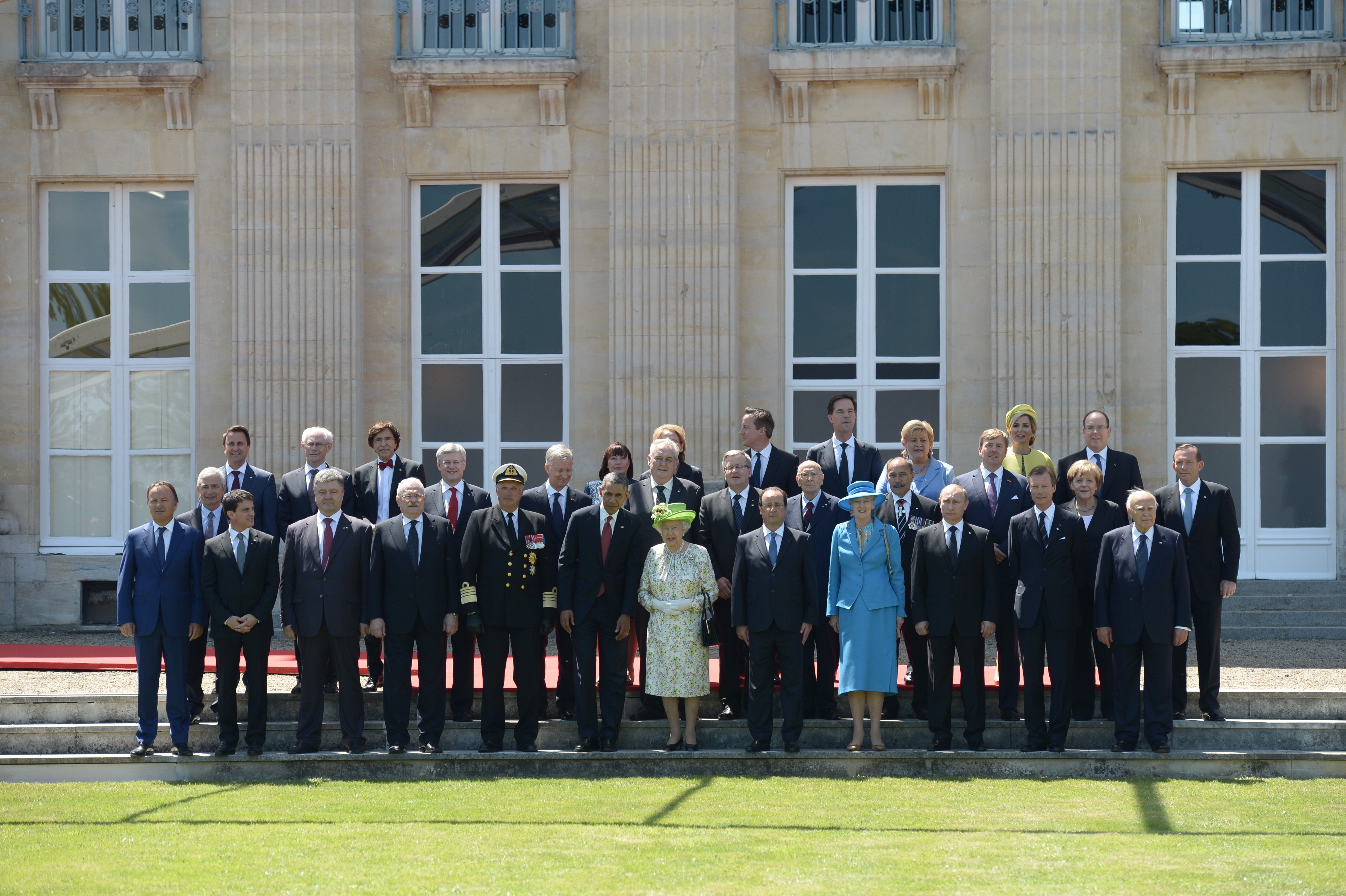
Photo officielle sur le perron du château lors des commémorations du du débarquement de Normandie.

Le château abrite de 1986 à 2012 la chambre régionale des comptes de Basse-Normandie, créée en 1982. Depuis mai 2013, il est le siège de l'Institut européen des jardins et paysages, voué à la préservation de la mémoire des jardins, au développement des connaissances et à la promotion de l'art des jardins.
Le château de Bénouville accueille le déjeuner des chefs d'État et de Gouvernement lors des commémorations du 70e anniversaire du débarquement allié, le 6 juin 2014. À cette occasion se déroule une réunion quadripartite entre la France, l'Allemagne, la Russie et l'Ukraine au sujet de la guerre du Donbass. Cette configuration diplomatique, reprise ultérieurement, est dès lors communément désignée sous le terme « format Normandie ».
Au lendemain des Journées européennes du patrimoine 2024, le château a fermé ses portes au public afin d'être transformé en lieu culturel dont l'ouverture est prévue en 2027. 

## Description
Le château de Bénouville fait aujourd'hui partie des œuvres de Nicolas Ledoux les mieux conservées. Sa cage d'escalier monumental et son architecture étonnante de modernité pour l'époque font de lui l'un des monuments majeurs de la fin du XVIIIe siècle et une référence pour les amateurs de néoclassicisme.
En cours de restauration, le château devrait présenter en 2027 son état d'origine avec une restitution de sa toiture, de l'ensemble de ses huisseries et de ses parquets.

## Protection aux monuments historiques
Au titre des monuments historiques : 
- le château et la chapelle ; la balustrade du XVIIIe siècle bordant la terrasse et le parterre contigu au château du côté nord sont classés par arrêté du 12 décembre 1930 ;
- les murs de soutènement surplombant la vallée de l'Orne et la terrasse qu'ils délimitent ; le second parterre nord et l'allée de tilleuls qui le borde ; le lavoir ; les façades et toitures des ailes ouest et nord des communs ; la façade orientale de l'aile est des communs avec sa balustrade sont classés par arrêté du 16 juillet 1987.

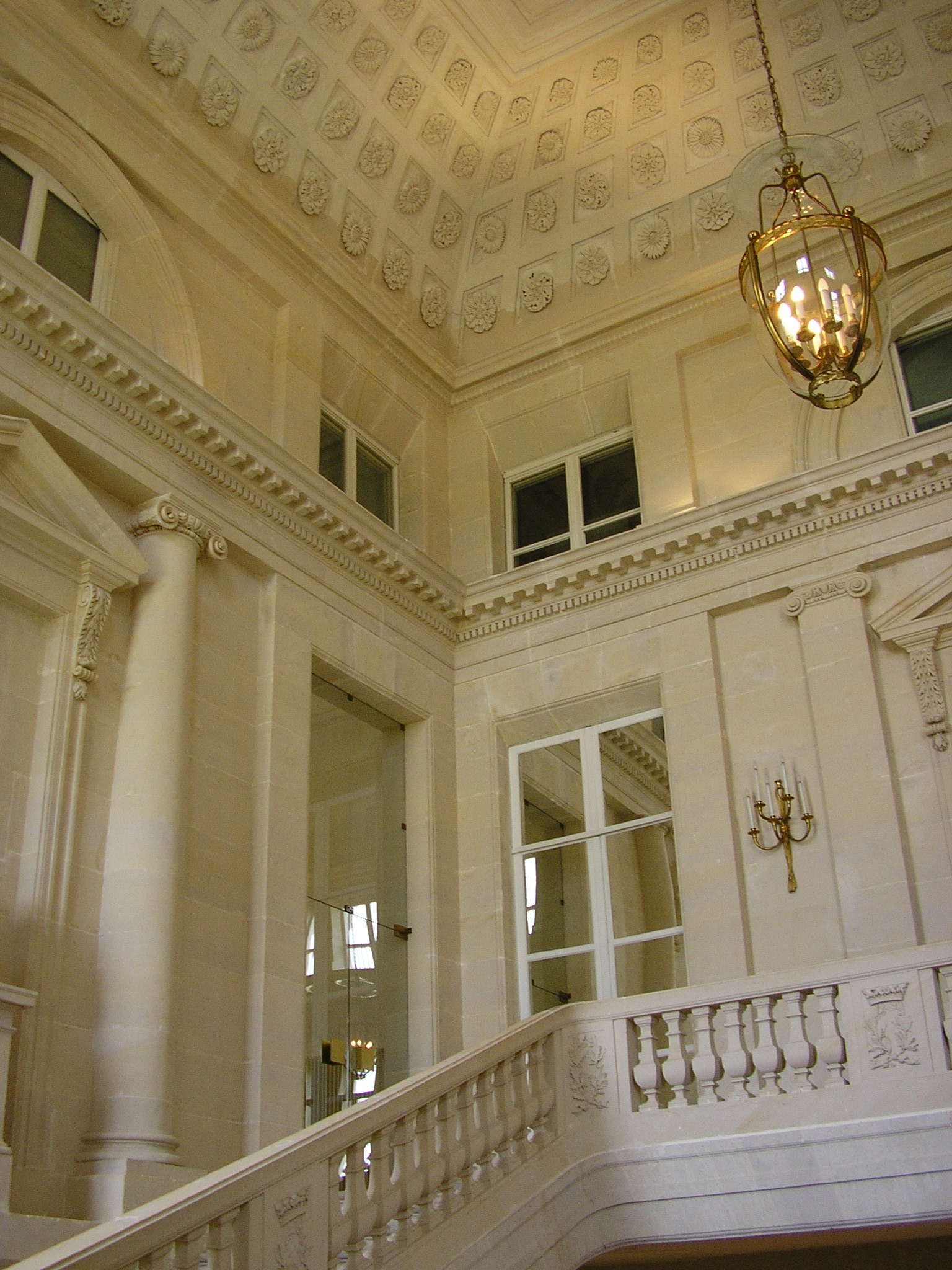
Escalier du château.
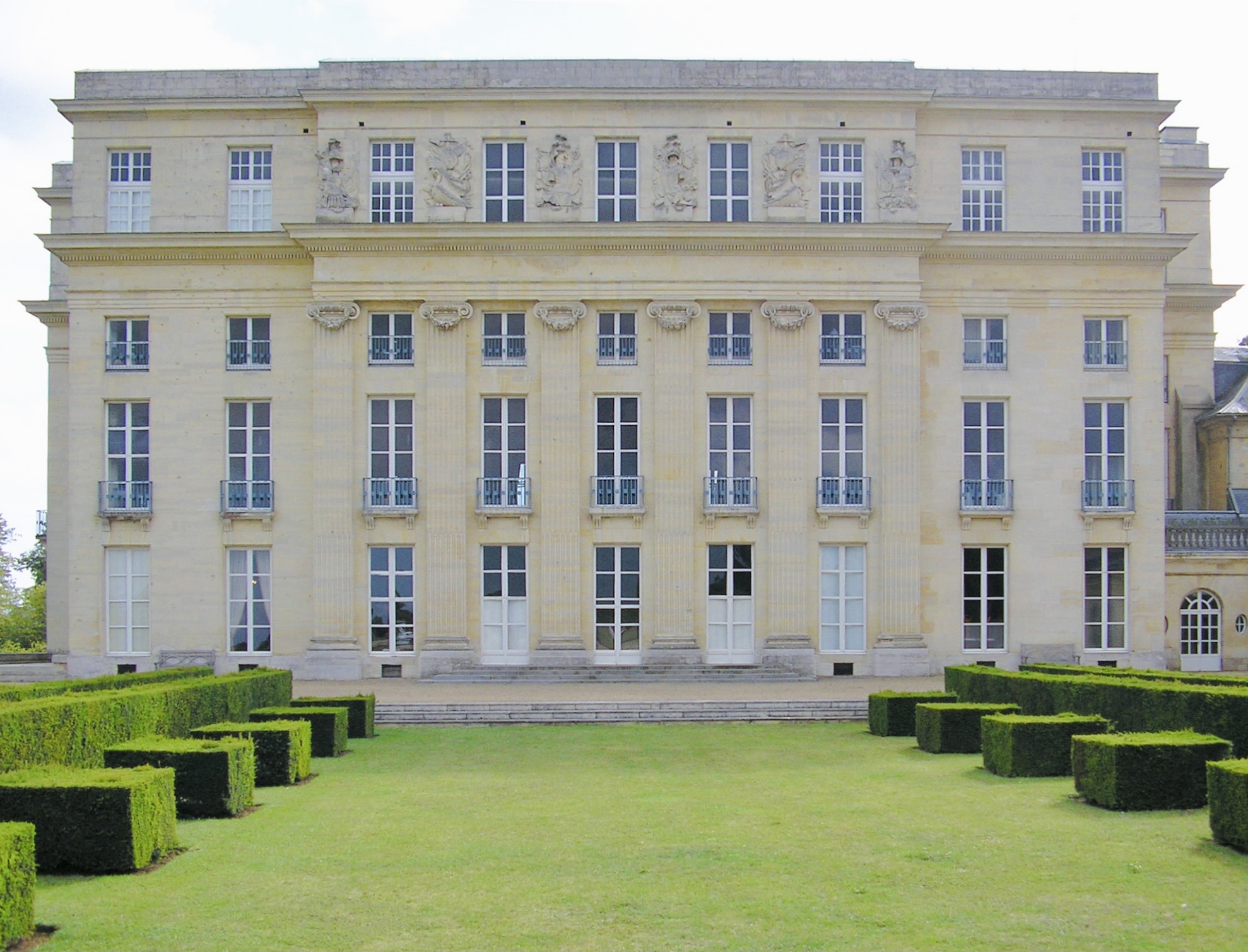
Façade nord.
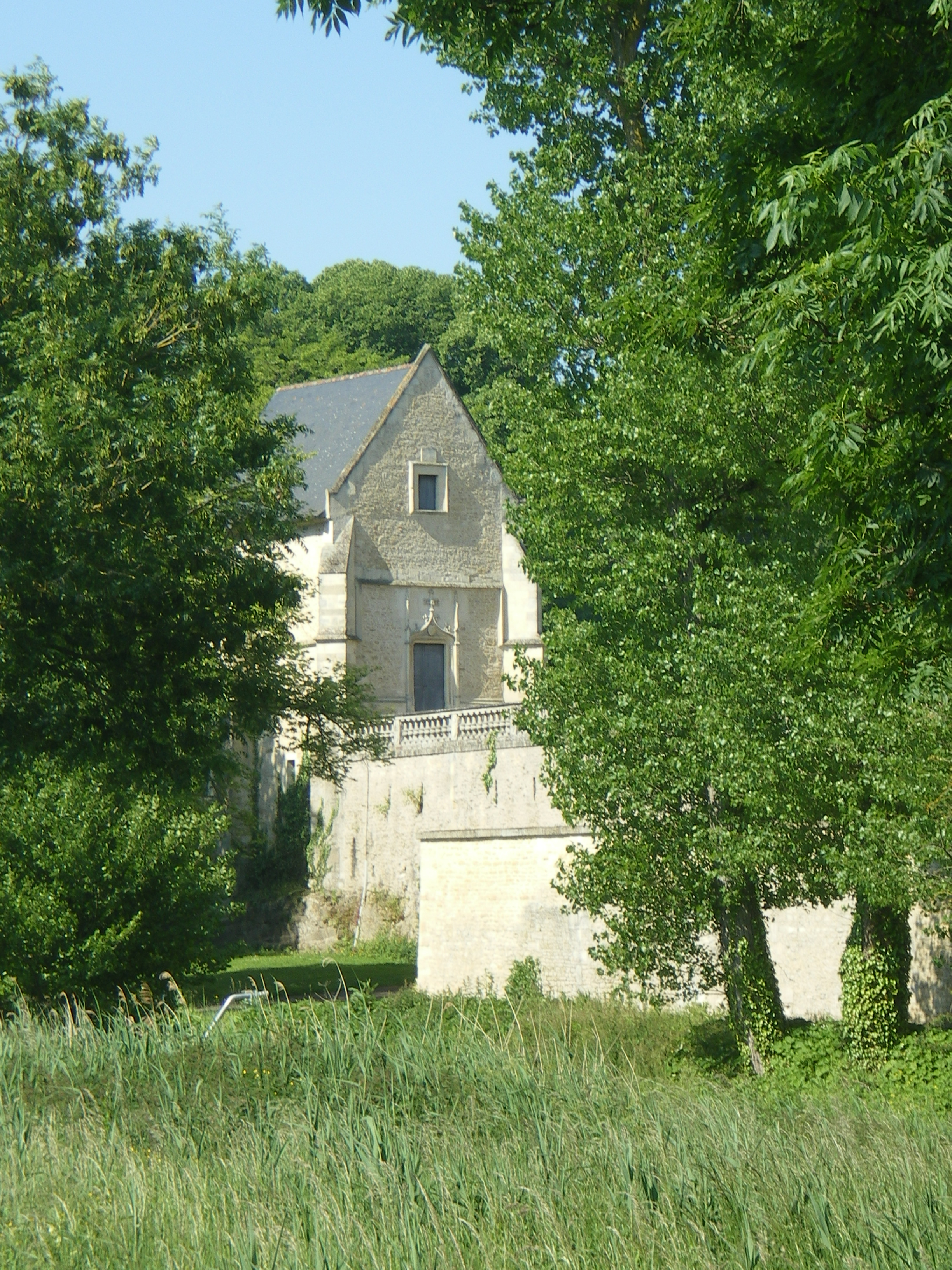
La chapelle du château vue du chemin de halage au bord du Canal de Caen à la mer.
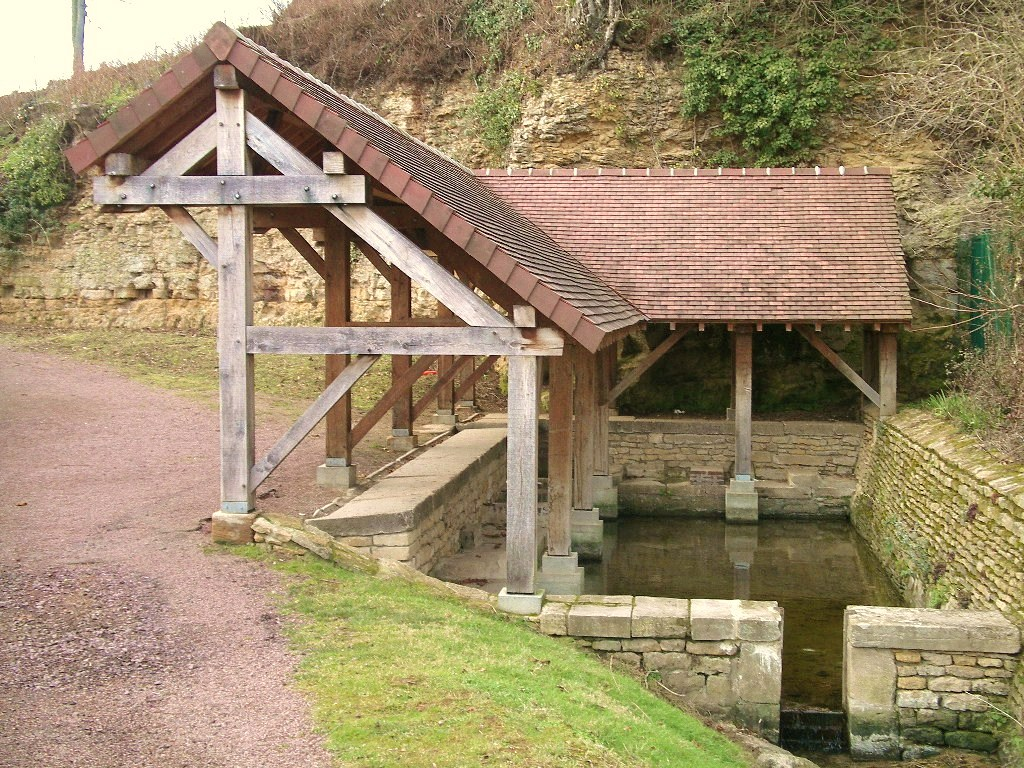
Le lavoir.
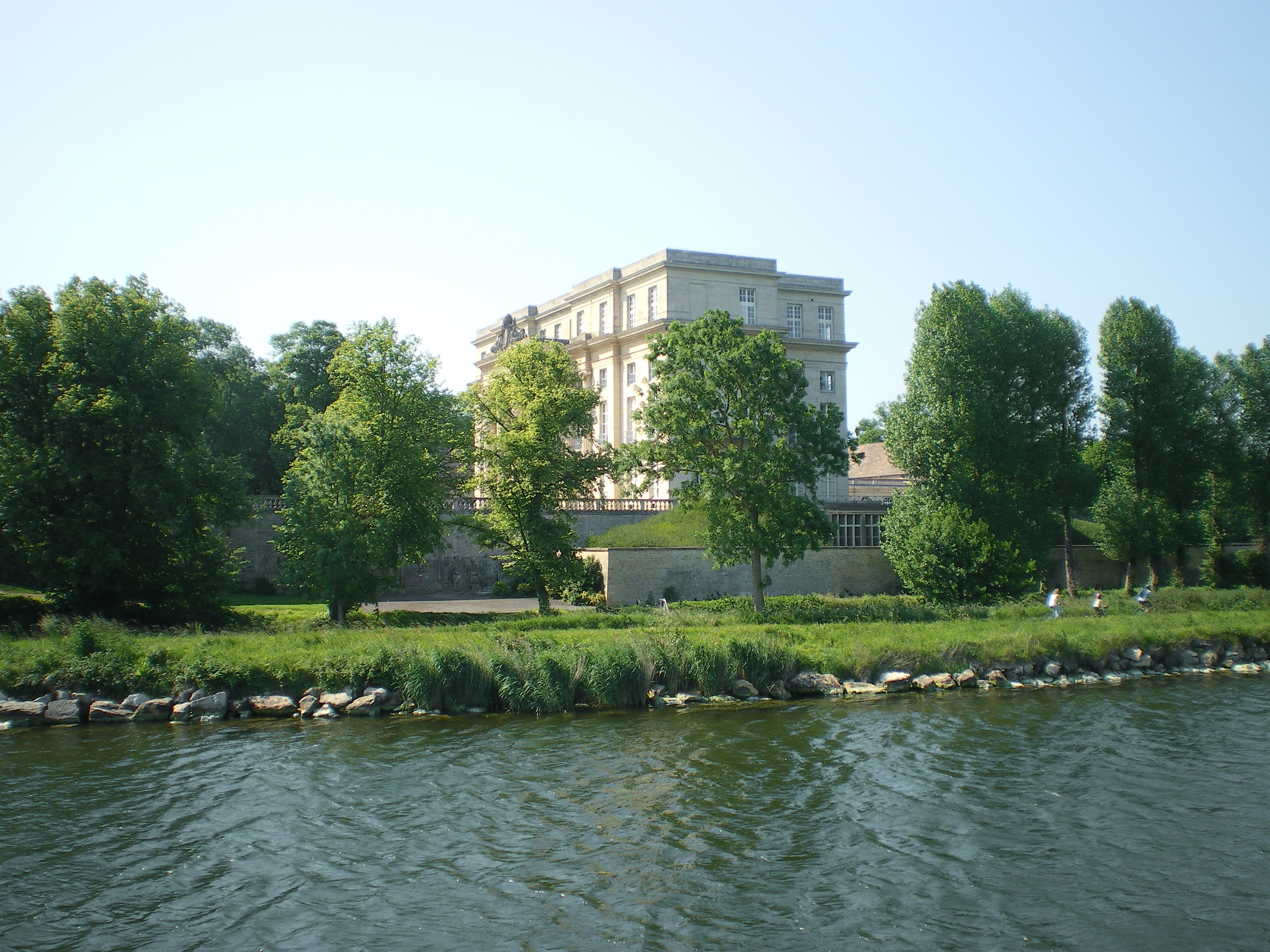
Le château vu depuis le bateau promenade Boëdic, voguant sur le canal de Caen à la mer.